# Louis d'Orléans (1703-1752)
Pour les articles homonymes, voir Louis Ier et Louis d’Orléans.
Signature
Louis d’Orléans, dit le Pieux ou le Génovéfain, est né au château de Versailles le 4 août 1703 et est mort à l'abbaye Sainte-Geneviève de Paris le 4 février 1752. Il est le fils de Philippe d'Orléans, le régent et neveu de Louis XIV, et de son épouse Françoise-Marie de Bourbon, fille légitimée du roi. Duc de Chartres à sa naissance, il devient premier prince du sang en 1709 puis duc d'Orléans à la mort de son père en 1723. Il est l'arrière-grand-père du roi des Français Louis-Philippe Ier. 
« M. le duc d'Orléans a toujours été outré en tout. Dans sa jeunesse [...] il aima les femmes avec passion, et sans réfléchir aux risques que courait sa santé. Plus tard, il voulut se mettre à la tête des houssards et faire une guerre de carabin. Ensuite, il aima la chasse avec fureur. Enfin, s'étant adonné à la dévotion, il choisit le rôle de Père de l'Église et d'anachorète. »

## Biographie

### Petit-fils de Louis le Grand (1703-1717)
Petit-fils et petit-neveu de Louis XIV, il en porte le prénom. Il est le fils de Philippe duc d'Orléans et de la deuxième Mademoiselle de Blois, fille légitimée de France que Louis XIV eut de sa maîtresse, la marquise de Montespan. Louis d'Orléans est élevé un peu par sa mère et par sa grand-mère, la fameuse princesse Palatine, et, à partir d'avril 1710, par un précepteur helléniste, l'abbé oratorien Nicolas-Hubert Mongault, lequel publiera quatre ans plus tard une traduction critique de Cicéron longtemps inégalée.
Il a douze ans quand en septembre 1715 le Roi-Soleil, son grand-père maternel et son grand-oncle paternel, meurt, et que son père est reconnu par le Parlement comme régent du royaume le temps de la minorité de Louis XV. Celui-ci n'a alors que cinq ans.

### Fonctions durant la régence (1718-1723)
Prétendant possible au trône — en concurrence avec Philippe V d'Espagne — dans le cas où son cousin le roi mourrait prématurément, le duc de Chartres est poussé très jeune par son père à s'intéresser aux affaires de l'État. Prince du sang, il est admis au Conseil de Régence dès l'âge de quatorze ans, le 30 janvier 1718. Le lendemain, il siège dans une des sept composantes de ce gouvernement, le Conseil de la Guerre. Il n'hésite pas à s'opposer à certaines décisions de son père et à son principal ministre le cardinal Dubois. Il se livre, selon le baron de Besenval, « aux passions qu'inspire la jeunesse [...] entreten[ant] une fille de la comédie ».
En 1719, une fois le régime de la polysynodie révoqué, il est nommé gouverneur du Dauphiné à l'âge de 16 ans. S'il ne réside pas dans cette province, comme le veut l'usage, il s'acquitte de sa tâche avec beaucoup d'application. En 1720, il est nommé grand-maître de l'Ordre de Saint-Lazare de Jérusalem, auquel il cherchera à rendre un lustre passé. En 1721, il devient colonel général de l'infanterie.
Le 22 février 1723, un lit de justice constate la majorité du roi Louis XV, sacré le 25 octobre précédent à Reims, et donc la fin de la Régence ; mais le duc d'Orléans continue de gouverner en tant que Principal ministre d'État. Cependant, victime de ses débauches, il meurt en 
galante compagnie le 2 décembre 1723. Le jeune roi nomme à sa succession un autre de ses oncles Monsieur le Duc, rival des Orléans, qui écarte du pouvoir le nouveau duc d'Orléans, (notre Louis).

### Mariage (1724-1726)

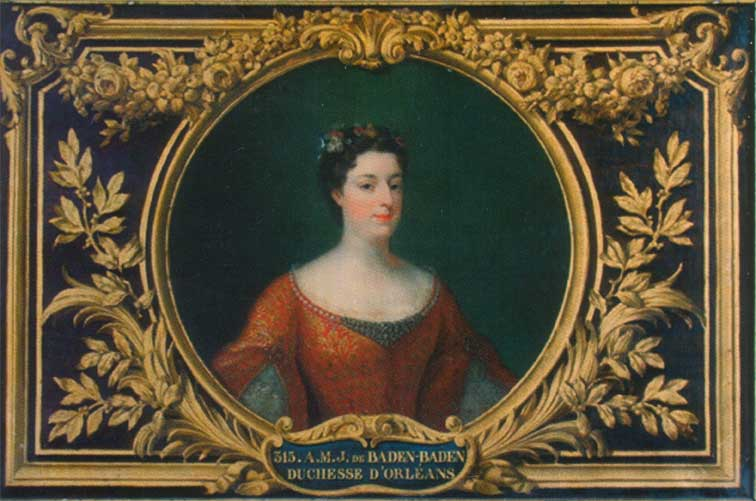
Auguste de Bade-Bade.

Dès lors, c'est la duchesse douairière d'Orléans qui prit en main la vie de son fils et décida de le marier au plus tôt afin d'assurer la succession de son mari et peut-être du roi. En effet, malgré son jeune âge le roi était déjà fiancé à l'infante Marie-Anne-Victoire d'Espagne qui, déjà envoyée d'Espagne à Versailles pour y recevoir une éducation française, était âgée de 5 ans et ne pouvait espérer donner un héritier à la couronne dans un temps proche.
Déjà, à la fin de 1721, l'ambassadeur de France en Russie essaya de conclure une alliance avec une fille du tsar Pierre Ier dit le Grand, la grande-duchesse Élisabeth, mais outre l'obstacle de la religion, une telle union pouvait passer pour une mésalliance, même pour un arrière-petit-fils de France qui, en cette qualité, devait se contenter du prédicat d'altesse sérénissime. La Russie était considérée encore comme un pays à moitié barbare et la mère de la grande-duchesse était « de basse extraction ».
Lorsque le régent mourut en 1723, il fut jugé urgent d'arrêter un parti et ce d'autant plus que le gouvernement fut confié par le jeune roi, majeur depuis peu, au duc de Bourbon (Monsieur le Duc cité ci-dessus), chef d'une branche cadette de la famille royale et rivale des Orléans.
Le choix se porta sur la princesse Auguste Marie Jeanne de Bade (branche catholique de Baden-Baden) (1704-1726), que la cour connaîtra sous le nom de « Jeanne de Bade », fille du feu margrave Louis-Guillaume de Bade-Bade, héros de la guerre contre les Turcs, et de Françoise-Sibylle de Saxe-Lauenbourg régente de Bade-Bade pour son fils Louis-Georges, princesse qui présentait l'avantage d'une généalogie sans tache et dont les deux parents étaient au surplus catholiques. Ceci compensait une dot misérable de 80 000 livres seulement qui fit se gausser la cour. Le mariage eut lieu le 13 juillet 1724 à Châlons-sur-Marne.
Ce mariage permettait à l'intelligente régente du margraviat de s'allier son puissant voisin français (qui avait ravagé ses terres pendant la guerre de Succession d'Espagne). Cependant la cour et la ville se gaussèrent de ce mariage convenable mais guère brillant. Le père de la mariée n'était qu'un de ces innombrables souverains Allemands régnant sur une principicule, pas même Prince-électeur et sans réelle fortune. La princesse, parfaitement éduquée, fit les délices de la cour qui pleura sa mort prématurée. Elle fut jusqu'au mariage du roi en septembre 1725, la première dame de la cour. 
Le couple, qui s'aimait tendrement et demeurait surtout au château de Saint-Cloud, eut deux enfants. Seul survivra l'aîné, Louis-Philippe d'Orléans, né le 12 mai 1725.
Le 15 août 1725, le duc d'Orléans est chargé de représenter le roi pour son mariage par procuration qui a lieu à la cathédrale Notre-Dame de Strasbourg, étant donné que la fiancée, Marie Leszczynska, et sa famille vivaient (depuis 1719) à Wissembourg, en Alsace.

### Veuvage (1726-1741)
Auguste de Bade-Bade meurt en donnant naissance à son second enfant, Louise-Marie d’Orléans, le 8 août 1726. Alors qu'elle était près de son terme, la duchesse douairière d'Orléans, sa belle-mère, l'avait sommée de se transporter à Paris pour accoucher au Palais-Royal. Fidèle jusqu'à la mort, le veuf refusera les différents remariages présentés par sa tante paternelle, la duchesse de Lorraine Élisabeth-Charlotte d'Orléans.
De la mort de son père le Régent en 1723 à la naissance du dauphin Louis en 1729, Louis d'Orléans est, concurremment avec Philippe V d'Espagne, héritier présomptif du trône de France, la question de la validité des renonciations des Bourbons d'Espagne à la Couronne de France au moment du traité d'Utrecht de 1713 n'étant pas définitivement tranchée. Écarté du gouvernement par son cousin le duc de Bourbon, il s'efforce de restaurer la puissance de la maison d'Orléans en s'appuyant sur son fidèle ami le comte d'Argenson, nommé chancelier de la maison d'Orléans en 1723. Comme premier prince du sang, il siège dans tous les conseils et n'hésite pas à opiner sur les affaires de politique.
Ses relations avec Louis XV, de sept ans son cadet, resteront cordiales même s'il reproche au roi ses mœurs dissolues. La reine Marie Leszczyńska lui manifeste une grande sympathie, de même que le cardinal de Fleury, premier ministre de fait.
Néanmoins, en 1740, Louis XV, sur les instances de Fleury et pour des raisons politiques, ne peut accorder au fils du duc d'Orléans la main de sa fille, Madame Henriette, bien que les jeunes gens éprouvent l'un pour l'autre une tendre inclination. En effet, Louis XV n'avait qu'un fils, le dauphin Louis. En cas de disparition de celui-ci, le trône de France serait revendiqué à la fois par le duc d'Orléans et par le roi d'Espagne, Philippe V (petit-fils de Louis XIV et cousin germain maternel de notre duc Louis), qui considère comme nulle la renonciation à ses droits que la Grande-Bretagne lui avait extorquée au traité d'Utrecht de 1713. Marier une fille du roi au fils du duc d'Orléans serait, dans cette possible querelle, donner de l'importance à ce dernier, ce qui ne manquerait pas d'indisposer l'Espagne, que le cardinal cherche au contraire à ménager. Le duc de Chartres se rabat sur la fille du prince de Conti, Louise Henriette de Bourbon-Conti, qui le trompera outrageusement.

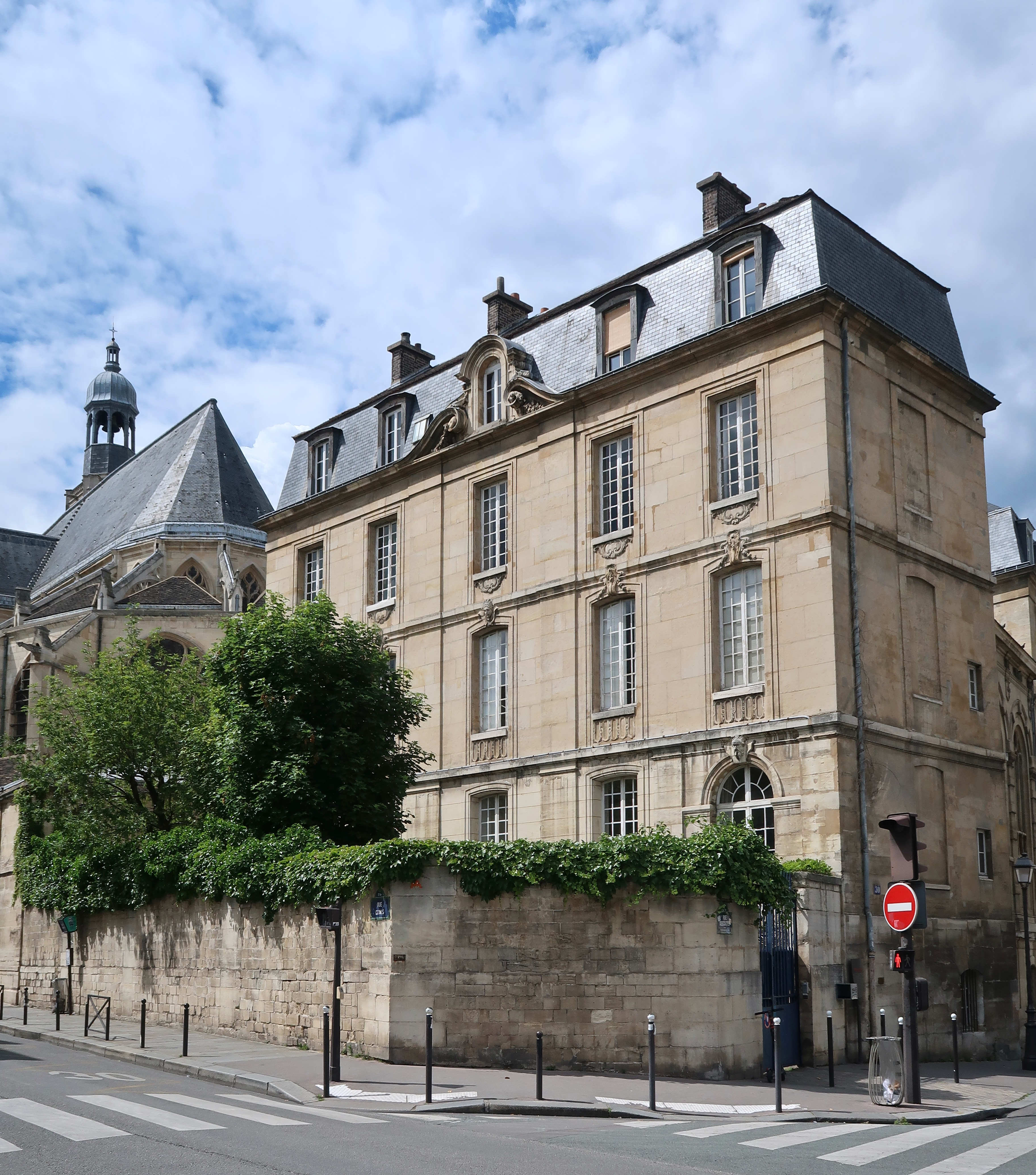
rue Descartes : hôtel particulier (aujourd'hui, cure de l'église Saint-Étienne-du-Mont), où est mort Louis.

### Retraite (1742-1752)
En 1742, Louis d'Orléans, dont la dévotion n'avait cessé de grandir depuis un veuvage qui l'avait laissé inconsolable, se retire à l’abbaye Sainte-Geneviève, où il a pris un appartement depuis 1730. Il y passe les dix dernières années de sa vie. Tout en continuant de se tenir au courant des affaires, gérer son apanage, recevoir, il se consacre à des œuvres charitables et au financement d'expériences scientifiques,.
Les savants se bousculent autour de lui. Il forme lui-même un cabinet d'histoire naturelle ainsi qu'un riche médaillier. Il se passionne pour les arts et les sciences (physique, botanique, chimie, bibliophilie, langues orientales, exégèse biblique : il défend l'historicité des Saintes Écritures et la véracité du christianisme), acquérant une vraie compétence dans ces domaines. Réputé hébraïsant, il s'initie au syriaque et au chaldéen. Ses ouvrages, érudits et pieux, resteront à l'état de manuscrits. 
Il fut également un grand ami et bienfaiteur des Dominicains, réputés pour leur science théologique, et légua par testament six mille livres à leur couvent de la rue Saint-Honoré et à tout l'ordre sa bibliothèque avec les manuscrits des ouvrages qu'il avait composés. En remerciement le maître de l'Ordre, Antonin Bremond, composa un poème latin en son honneur  et imposa à tous les couvents de son ordre une messe solennelle de Requiem, à tous les prêtres une messe, à tous les religieux non prêtres le psautier et à toutes les religieuses un chapelet pour le salut de son âme. 
Sur la fin de ses jours, le Prince montre un peu de confusion mentale. Il doute que l'on puisse mourir et ne donne pas de crédit aux naissances qu'on lui annonce. Il meurt durant un épisode de la crise gallicane ravivée par l'Affaire des billets de confession. L'abbé Bouettin, ultramontain qui a alors la cure de Saint Étienne du Mont et le soupçonne de jansénisme, lui refuse les derniers sacrements au prétexte, selon Besenval, qu'il refuse de reconnaître ses petits-enfants, ne croyant pas à leur légitimité. Il fait défense de poursuivre l'abbé pour son refus et c'est son propre chapelain qui lui accorde le viatique. Il fait don de son corps aux chirurgiens de l'École de médecine mais il est enterré dans l'église de l'abbaye royale du Val de Grâce.

## Titulature et décorations

### Titulature
Majorats
Louis d'Orléans reçoit à sa naissance le titre de duc de Chartres. Suivant une tradition remontant à son grand-père paternel, Philippe d'Orléans, Monsieur frère de Louis XIV, il transmet à son tour ce titre à son fils aîné à la naissance de celui-ci, en 1725.
Il se voit attribuer le titre de premier prince du sang à la mort de son dernier détenteur, Henri Jules de Bourbon-Condé, en 1709.
À la mort de son père, en 1723, il hérite des duchés d'Orléans, de Valois, Nemours et Montpensier. Il achète le 26 juin 1750 la moitié du comté de Soissons aux directeurs de la succession du prince de Carignan (A.N. MC/ET/CXV/685)
Prédicats
- 4 août 1703 : Son Altesse Sérénissime Mgr Louis d'Orléans, prince du sang, duc de Chartres
- 1er avril 1709 : Son Altesse Sérénissime Mgr Louis d'Orléans, premier prince du sang, duc de Chartres
- 2 décembre 1723 : Son Altesse Sérénissime Mgr Louis d'Orléans, premier prince du sang, duc d'Orléans

### Décorations dynastiques
Royaume d'Espagne
| Ordre de la Toison d'Or | Chevalier de l'ordre de la Toison d'Or (1724) |

 Royaume de France
| Ordre du Saint-Esprit                   | Chevalier des ordres du Roi (27 octobre 1722)                 |
| Ordre royal et militaire de Saint-Louis | Chevalier de l'ordre royal et militaire de Saint-Louis (1740) |

## Œuvres d'intérêt public
À la mort de son père, en 1723, Louis d'Orléans maintient à sa charge les artistes attachés à sa maison. Il fait du violoniste Giovanni Antonio Guido son maître de musique.
Au paysagiste Claude Desgots, petit-neveu par sa grand-mère paternelle d'André Le Nôtre, il confie le soin de redessiner les jardins du Palais Royal. Les travaux terminés, le prince ouvre ceux-ci au public. Les duellistes et les prostituées s'y trouvent à l'abri des poursuites de la police du Roi, l'établissement étant un lieu privé. Y prospèrent cafés littéraires, à l'instar du Café de la Régence, et esprit de conversation (voire de contestation). C'est là que Denis Diderot situera dans les années 1750 son Neveu de Rameau et que le 12 juillet 1789 Camille Desmoulins appellera à la Révolution.
En 1731, le Duc fait porter des secours à ses sujets du duché d'Orléans victimes des crues de la Loire. Il fera de même en 1740 quand la catastrophe recommencera.
En 1735, il fait restaurer la Grande cascade du parc de Saint Cloud, bien qu'il n'habite plus le château.
En 1740, il fait attribuer sur le budget de l'Hôtel de ville de Paris une rente, trois mil soixante livres et cinq sols, au presbytère de l'église Notre-Dame de Versailles, rue Sainte Geneviève, pour transformer les quelques cours d'enseignement qui y sont donnés depuis 1682 par les Pères de la Mission sans qu'ils en aient vraiment les moyens, en un véritable établissement scolaire, le Collège d'Orléans.

## Manuscrits inédits
- Psaumes

Traduction littérale de l'hébreu, traduction paraphrasée et notes critiques.
- Traité contre les spectacles.
- Souvenirs d’enfance

### Iconographie
- Il existe de son portrait réalisé par Charles Antoine Coypel et conservé au château d'Eu une copie réalisée à l'huile sur toile de 146 x104cm, par Sophie Bresson-Rochard en 1837 à la demande du roi Louis-Philippe pour le musée historique de Versailles.